# 牛角灣溪
牛角灣溪為東港溪水系上游支流之一。
源頭來自於屏東縣瑪家鄉的白賓山與笠頂山山系，沿途流經瑪家鄉涼山村部落、佳義村部落，於內埔鄉老埤村正東方與萬安溪會流入東港溪。
牛角灣溪溪水水量是隨著季節及雨量多寡而有顯著變化。每年的颱風季後到隔年夏天午後雷陣雨雨季開始的這段期間，從涼山村部落開始到其中下游間的河段部份是沒有溪水的「乾涸期」。
隸屬於交通部觀光局茂林國家風景區所管轄的涼山瀑布位於涼山村部落東南方的牛角灣溪支流上，為一著名景點。

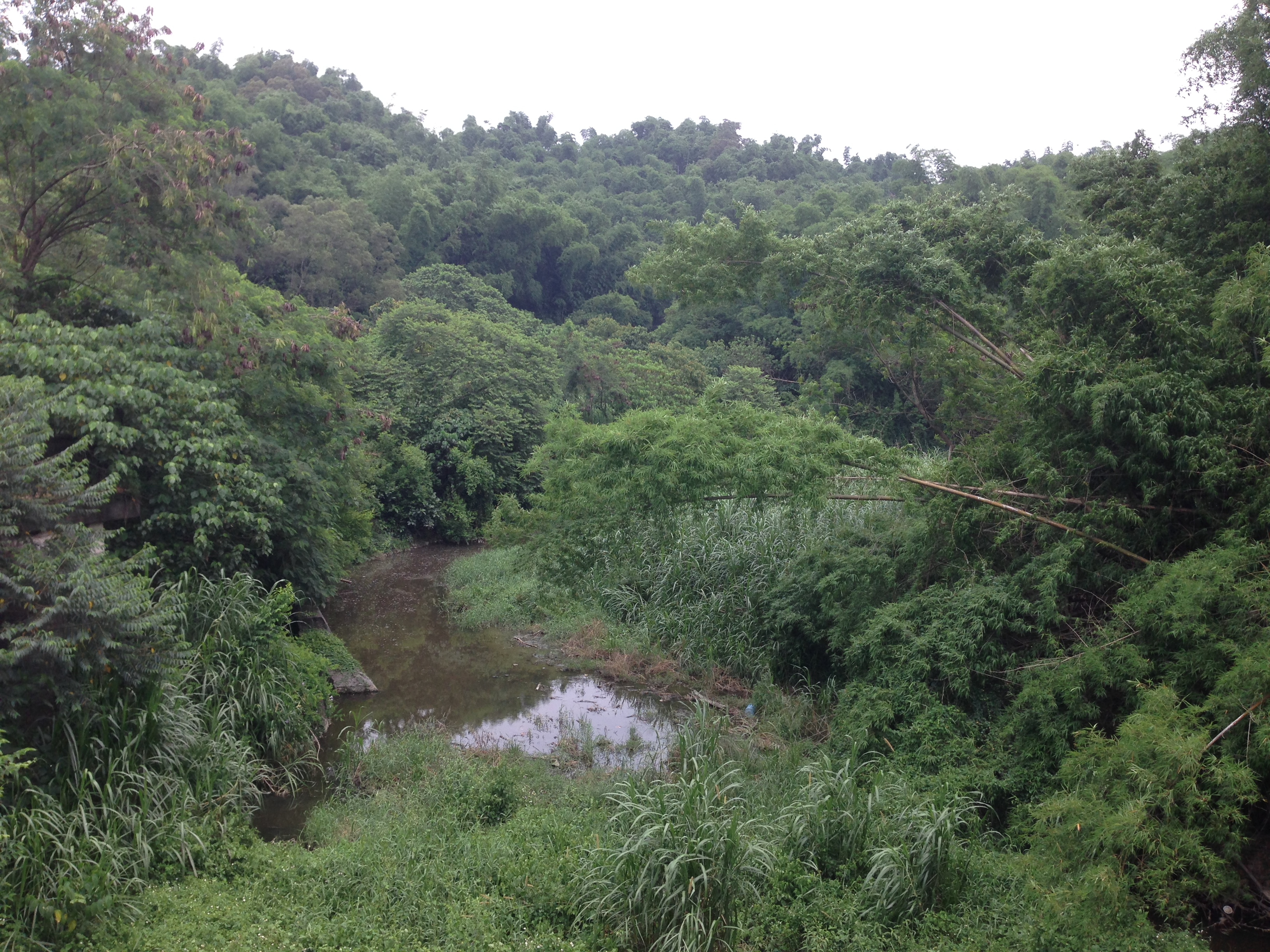
屏東科技大學外的牛角灣溪